# 和良村立和良小学校鹿倉分校
和良村立和良小学校鹿倉分校（わらそんりつ わらしょうがっこう　かくらぶんこう）は、かつて岐阜県郡上郡和良村（現・郡上市）に存在した公立小学校の分校。

## 概要
- 和良村の北部の鹿倉地区（現・郡上市和良町鹿倉）に存在した分校であった。1964年廃校。

## 沿革
鹿倉分校の前身である和良尋常高等小学校鹿倉分教場の設置は1905年である。ここではそれ以前の鹿倉地区の教育についても記述する。
- 1873年（明治6年） - 鹿倉村に三邑学校が開校。鹿倉村、宮代村、野尻村の児童が通学する。
- 1886年（明治19年） - 三邑簡易科小学校に改称する。
- 1893年（明治26年） - 三邑尋常小学校に改称する。
- 1894年（明治27年） -
  - 鹿倉村、宮代村、野尻村、三庫村、横野村、宮地村、沢村、法師丸村、下洞村、土京村、方須村が合併し和良村が発足。
  - 和良村の4つの学校が統合され、和良尋常高等小学校となる。三邑尋常小学校は廃校。
- 1905年（明治38年） - 和良尋常高等小学校鹿倉分教場が開校。
- 1921年（大正10年） - 実業補習学校の分教場を併設する。
- 1941年（昭和16年）4月1日 - 和良国民学校鹿倉分教場に改称する。
- 1947年（昭和22年）4月1日 - 和良村立和良小学校鹿倉分校に改称する。
- 1964年（昭和39年）3月 - 廃校。